# Wassili Alexandrowitsch Dawidenko
Wassili Alexandrowitsch Dawidenko (russisch Василий Александрович Давиденко, auch Vassili Davidenko; * 17. März 1970  in Tbilissi, Georgische Sozialistische Sowjetrepublik, Sowjetunion) ist ein ehemaliger sowjetischer und später russischer Radrennfahrer sowie heutiger Teammanager.

## Werdegang
Wassili Dawidenko gewann bei der Strassenradsport-Weltmeisterschaften der Junioren 1988 die Silbermedaille im Straßenrennen. 1991 gewann er zwei Etappen der Internationalen Friedensfahrt und wurde Stagiaire im spanischen Team Seur-Otero. 1993 wurde Dawidenko Profi bei dem italienischen Radsportteam Navigare-Blue Storm. 1996 wechselte er zu Roslotto-ZG Mobili und wurde russischer Meister im Straßenrennen. Dazwischen startete er bei den Olympischen Sommerspielen 1996 in Atlanta, wo er 27. im olympischen Straßenrennen wurde, und er gewann die erste Etappe der Polen-Rundfahrt. Im Cyclocross wurde Dawidenko 1998 russischer Landesmeister.
1999 siedelte Wassili Dawidenko in die USA nach Georgia über und erhielt die US-amerikanische Staatsbürgerschaft. Von 1999 bis 2006 fuhr er für das US-amerikanische Navigators Cycling Team. Dort konnte er unter anderem das Eintagesrennen CSC Invitational für sich entscheiden.
Im Jahr 2001 wurde Dawidenko für zwei Monate gesperrt, da ihm die Einnahme eines anabolen Steroids nachgewiesen worden war.
2007 wurde Wassili Sportdirektor im Team Navigators Insurance. Seit 2008 leitet er als Team-Direktor das Team Type 1.

## Erfolge – Straße
| 1990 - vier Etappen Mexiko-Rundfahrt 1991 - zwei Etappen Internationale Friedensfahrt 1992 - Gran Premio della Liberazione 1995 - eine Etappe Tour DuPont 1996 - Russischer Meister – Straßenrennen - eine Etappe Polen-Rundfahrt 1999 - eine Etappe Cascade Cycling Classic - eine Etappe Tour de Toona | 2000 - drei Etappen Tour de Beauce 2001 - eine Etappe Sea Otter Classic - eine Etappe Giro d’Abruzzo - zwei Etappen Tour de Toona 2002 - CSC Invitational 2003 - eine Etappe Tour de Beauce 2005 - eine Etappe Tour de Beauce |

## Erfolge – Cyclocross
1998
- Russischer Meister

## Teams
- 1991 Seur (Stagiaire)
- 1993–1995 Navigare-Blue Storm
- 1996 Roslotto-ZG Mobili
- 1997 Kross-Montanari-Selle Italia
- 1999–2003 Navigators Cycling Team
- 2004–2006 Navigators Insurance